# Proció
|  | Aquest article tracta sobre el sistema de dues estrelles. Si cerqueu el gènere al qual pertanyen els ossos rentadors, vegeu «Procyon». |

Proció o Pròcion (del llatí Prŏcўōn, ōnis / α Canis Minoris / α Cmi / 10 Cmi; en grec Προκύων Prokýōn) és una estel binari de la constel·lació del Ca Menor (Proció A, de tipus espectral F5, i Proció B, un nan blanc) i el vuitè més brillant del cel nocturn. El seu nom prové del grec Προκύων, Prokýōn, ‘abans del gos’ o ‘abans del ca’, a causa del fet que en la trajectòria pel cel nocturn apareix abans que Sírius, conegut com el gos o ca, l'estel més brillant de la constel·lació del Ca Major i el més lluminós de l'hemisferi nord al cel nocturn. Aquests dos estels ja estaven presents a les obres de literatura més antigues i eren venerades per babilonis i egipcis. En astrologia, aquest estel de Canis Minor representa riquesa, bona fortuna, i fama. Forma un dels vèrtexs de l'asterisme del Triangle hivernal i de l'Hexàgon hivernal. És un dels 58 estels emprats en navegació.

## Nom

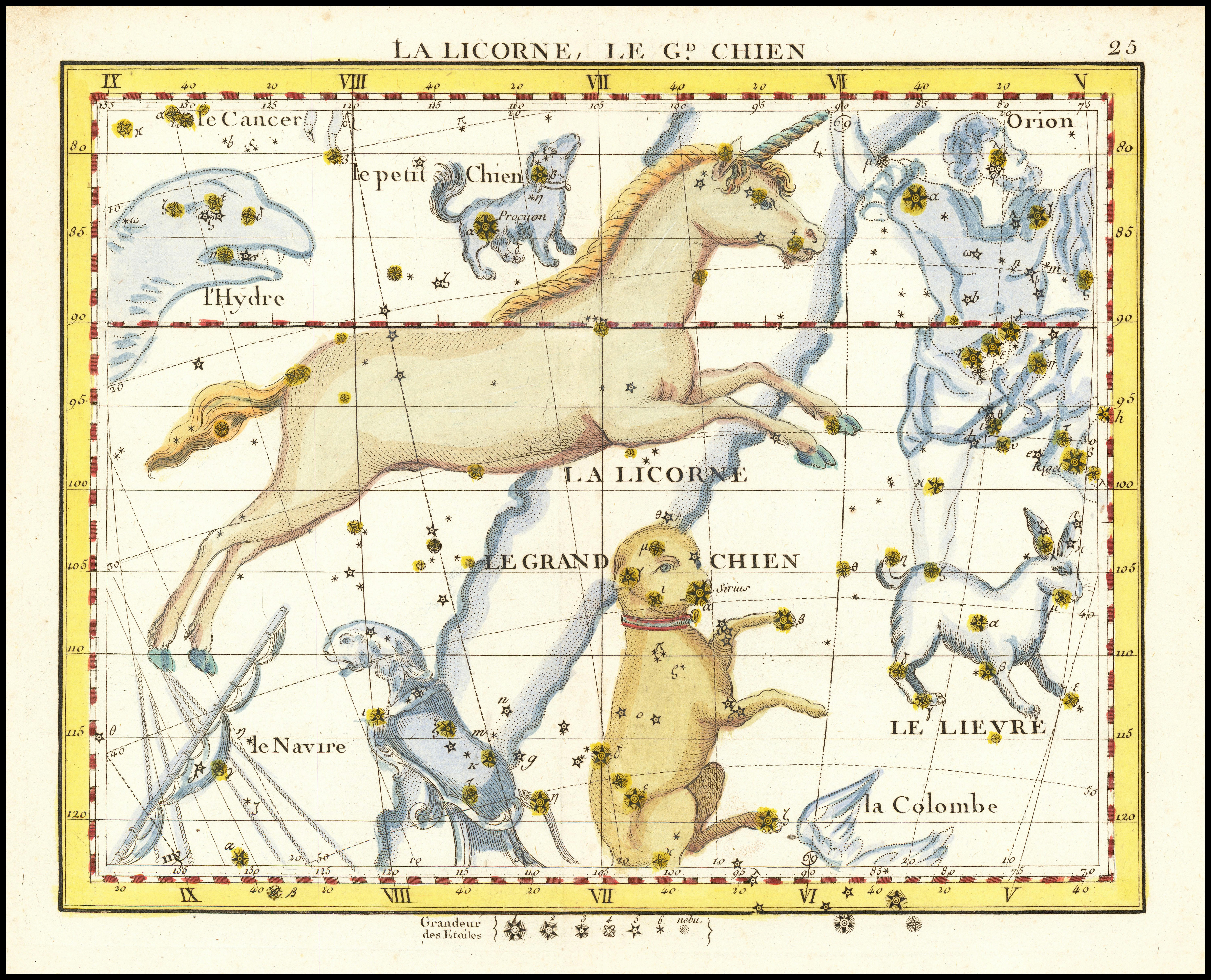
Atles de John Flamsteed on apareix Proció a la constel·lació del Ca Menor.

La forma «Proció» prové del llatí Prŏcўōn, ōnis; i la forma «Pròcion», del grec Προκύων, que significa ‘abans del gos’, ja que precedeix a l'estel del gos, Sírius (α Canis Majoris) en la seva aparició encara que, estrictament parlant, això només ocorre en les latituds septentrionals de la Terra. Ha estat aquest el nom que apareix als primers registres grecs, clarament esmentat per Claudi Ptolemeu (ca. 85 - ca. 165). Un altre títol que rep aquest estel, Antecanis —o les seves variants Anticanis o Antecursor—, és la traducció al llatí de la mateixa paraula. Aquests dos «estels del gos» apareixen en la més antiga literatura dels babilonis i els egipcis, els qui fins i tot les van venerar.
En les Taules alfonsines, compilades a Castella pel rei Alfons X (1221-1284) al segle xiii, apareix com Aschere, Aschemie i Algomeysa —aquest últim nom encara utilitzat ocasionalment—, mentre que l'astrònom Ulugh Beg (1394-1449) el designà en àrab com الشعرى الشامية Al Shiʽrā al Shāmiyyah, abreujat com Al Shāmiyyah. Al Shiʽrā (الشعرى) significa ‘l'estel brillant’ i Al Shāmiyyah (الشامية) fa referència a ‘la del nord’ o ‘la siriana’ (relacionat amb la regió de Síria o el Llevant en la cultura àrab). A la Xina és conegut com a Nan Ho, ‘el riu del sud’, que també inclou a Gomeisa (β Canis Minoris) i η Eta Canis Minoris.

## Mitologia
Icari era un pagès que acollí Dionís a casa seva. A canvi, el déu li ensenyà el secret de la vinificació. Icari volgué compartir amb uns veïns el seu plaer per la nova beguda. A aquests els agradà tant el vi que es varen engatar i, com que van creure que Icari els havia enverinats, el varen matar. El ca d'Icari, Mera, anà a avisar la seva filla, Erigone, i la portà fins al cadàver de son pare. Desesperada, la filla es penjà d'un arbre i el ca es matà saltant dins un pou. Dionís posà el ca en el cel en forma de constel·lació (constel·lació del Ca Menor) i també Icari fou elevat a la volta celeste, a la constel·lació del Bover, i la seva filla, Erigone, a la constel·lació de la Verge. La constel·lació del Ca menor també representa un dels dos cans de caça que acompanyen el caçador, Orió.

## Característiques
Proció es troba a 11,46 anys llum del sistema solar, esseent el 14è sistema estel·lar més proper al Sol. Proció A és el 18è estel individual més proper a la Terra, així com l'estel de tipus F més proper. L'edat estimada del sistema és d'1,87 ± 0,13 Ga (1,87 mil milions d'anys).
Els dos estels del sistema Alfa Canis Minoris tenen un període orbital de 40,840 ± 0,022 anys seguint òrbites el·líptiques amb una excentricitat de 0,397 85 amb un centre situat al centre de masses del sistema. Les seves òrbites estan inclinades a 31,408° respecte a la nostra línia de visió. Les òrbites porten els dos estels des d'una distància de 8,9 unitats astronòmiques entre si, a 21 unitats astronòmiques, quan estan més separats. La distància mitjana entre ells és de 15 ua, gairebé igual a la distància del Sol a Urà. La recta que les uneix sempre passa pel centre de masses del sistema, com passa amb tots els sistemes binaris degut a les característiques de l'atracció gravitatòria que els manté lligats.

### Proció A
Proció A té una massa d'1,478 ± 0,012 M⊙ i un radi el doble que el del Sol (2,048 ±0,025 R⊙). La seva metal·licitat és [Fe/H] = –0,05 ± 0,03. Amb una temperatura efectiva de 6 530 K, brilla amb 6,93 lluminositats solars. L'edat estimada és d'1 870 milions d'anys. Té la classificació estel·lar F5 IV-V, que indica un estel evolucionat, encara a la seqüència principal, i que apareix de color blanc. La brillantor de l'estel, que és alta per a la seva classe, indica que Proció A gairebé s'ha quedat sense hidrogen central i ha començat a expandir-se a mesura que continua evolucionant cap a un estel subgegant. Proció A continuarà expandint-se fins que tingui entre 80 i 150 vegades la seva mida actual i es torni taronja o vermell en els pròxims 10 a 100 milions d'anys a mesura que es converteixi en un gegant vermell. Finalment, acabarà la seva vida com a nan blanc, igual que el seu company més feble.

### Proció B
Proció B és molt més petit que Proció A, amb només 0,592 ± 0,006 M⊙ i una mida de només 0,012 radis solars (0,01234 ± 0,000 32 R⊙). Té una magnitud aparent de 10,7. L'existència d'aquest estel s'inferí a partir d'observacions astromètriques abans que es confirmés visualment. L'astrònom i físic alemany Friedrich Bessel (1784-1846) fou el primer a proposar que Proció tenia un company invisible el 1844, per explicar les irregularitats en el seu moviment atribuïdes a l'atracció gravitatòria d'un company no observat. El 1862, l'astrònom alemany Arthur Auwers (1838-1915) calculà els elements orbitals de Proció B a partir dels seus efectes sobre l'estel primari Proció A. L'existència de Proció B fou confirmada visualment el 1896 per l'astrònom germanoamericà John Martin Schaeberle (1853-1924), emprant el telescopi refractor de 36 polzades a l'Observatori Lick al puig Hamilton a Califòrnia.
Proció B és més calent que Proció A, amb una temperatura estimada de 7 740 K, però brilla amb només 0,000 49 lluminositats solars. També és una mica més jove que el seu company, amb una edat estimada d'1 370 milions d'anys.
Proció B té la classificació estel·lar DQZ, que indica una estrella nana blanca (D) amb una atmosfera rica en carboni (Q) i elements pesants (Z). L'atmosfera és rica en heli, amb traces d'abundància de carboni, calci, magnesi i ferro, però sense detecció d'hidrogen. Tanmateix, les nanes blanques són cossos densos, amb una massa comparable a la del Sol, però amb un radi similar al de la Terra. La massa del Proció B és inusualment baixa per a aquest tipus d'estels i el motiu és incert. La massa estimada de l'estel progenitor era d'unes 2,59 masses solars. Es creu que passà uns 680 milions d'anys en la seqüència principal, fusionant hidrogen al seu nucli, abans d'evolucionar cap a un gegant, perdre la major part de la seva massa a través dels vents estel·lars i posar fi a la seva vida fa uns 1 190 milions d'anys, quan es convertí en una nana blanca.
Proció B és difícil d'observar perquè la separació angular entre els dos components del sistema és de només 5 segons d'arc com a màxim.

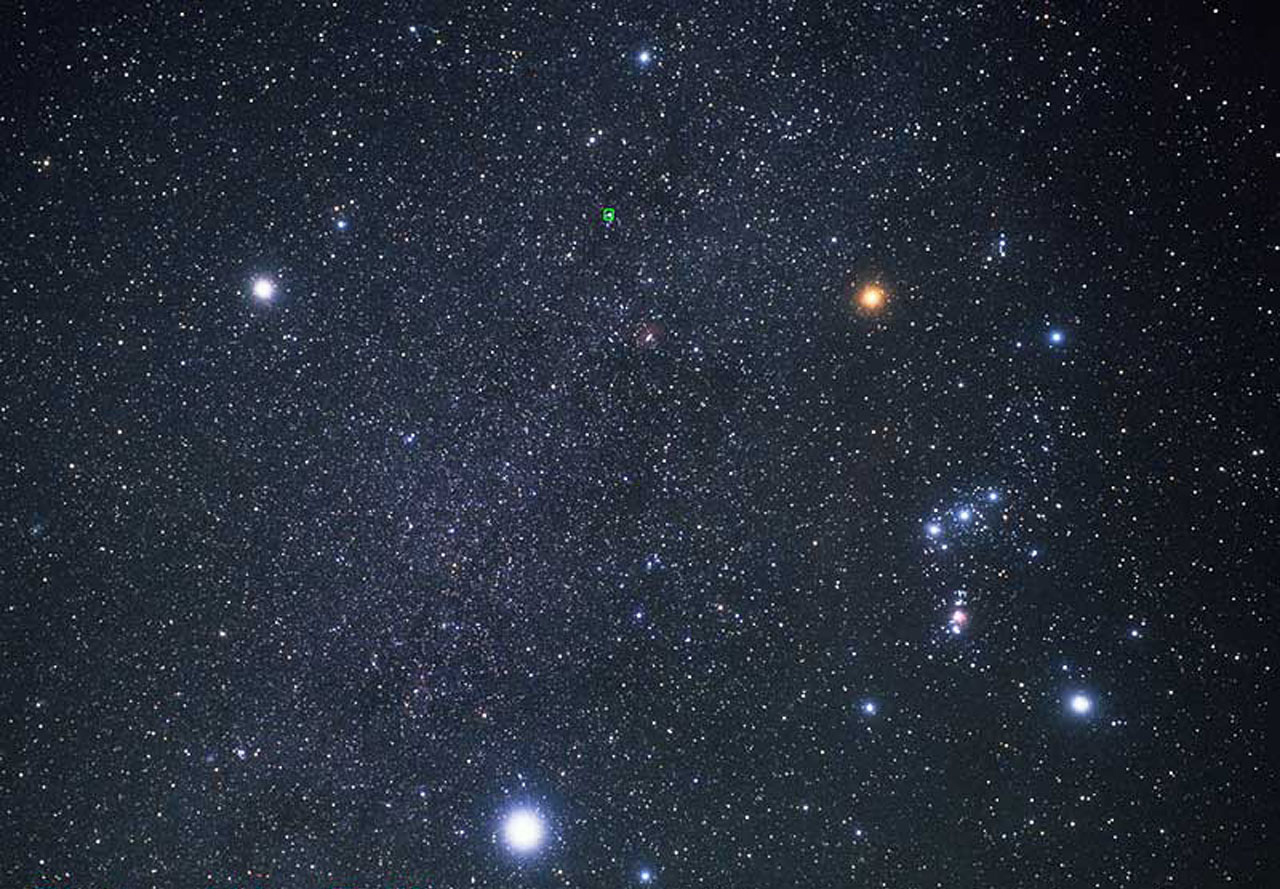
Fotografia del telescopi espacial Hubble on es veu a la part inferior Sirius, a la superior esquerra Proció i a la dreta la constel·lació d'Orió. Amb Betelgeuse, l'estel taronja d'Orió, formen el Triangle d'Hivern. Seguin una línia de Bellatrix cap a Betelgeuse, a les ombres d'Orió, ens conduirà fins a Proció.

## Situació
Proció és molt fàcil de trobar perquè és un estel de primera magnitud i es troba a prop de la constel·lació d'Orió, una de les constel·lacions més reconeixibles del cel, i Sírius, l'estel més brillant del cel. La prolongació d'una recta que passi per Bellatrix i Betelgeuse, a l'espatlla d'Orió, condueix fins a Proció. Des de latituds mitjanes del nord, Proció apareix just a l'esquerra de l'asterisme de rellotge de sorra d'Orió i per sobre de Sírius.
Tot i que no hi ha cap objecte brillant del cel profund a les proximitats immediates de Proció, l'estrella es pot utilitzar per trobar diverses nebuloses grans i brillants i cúmuls estel·lars a les constel·lacions de Monoceros i Canis Major.

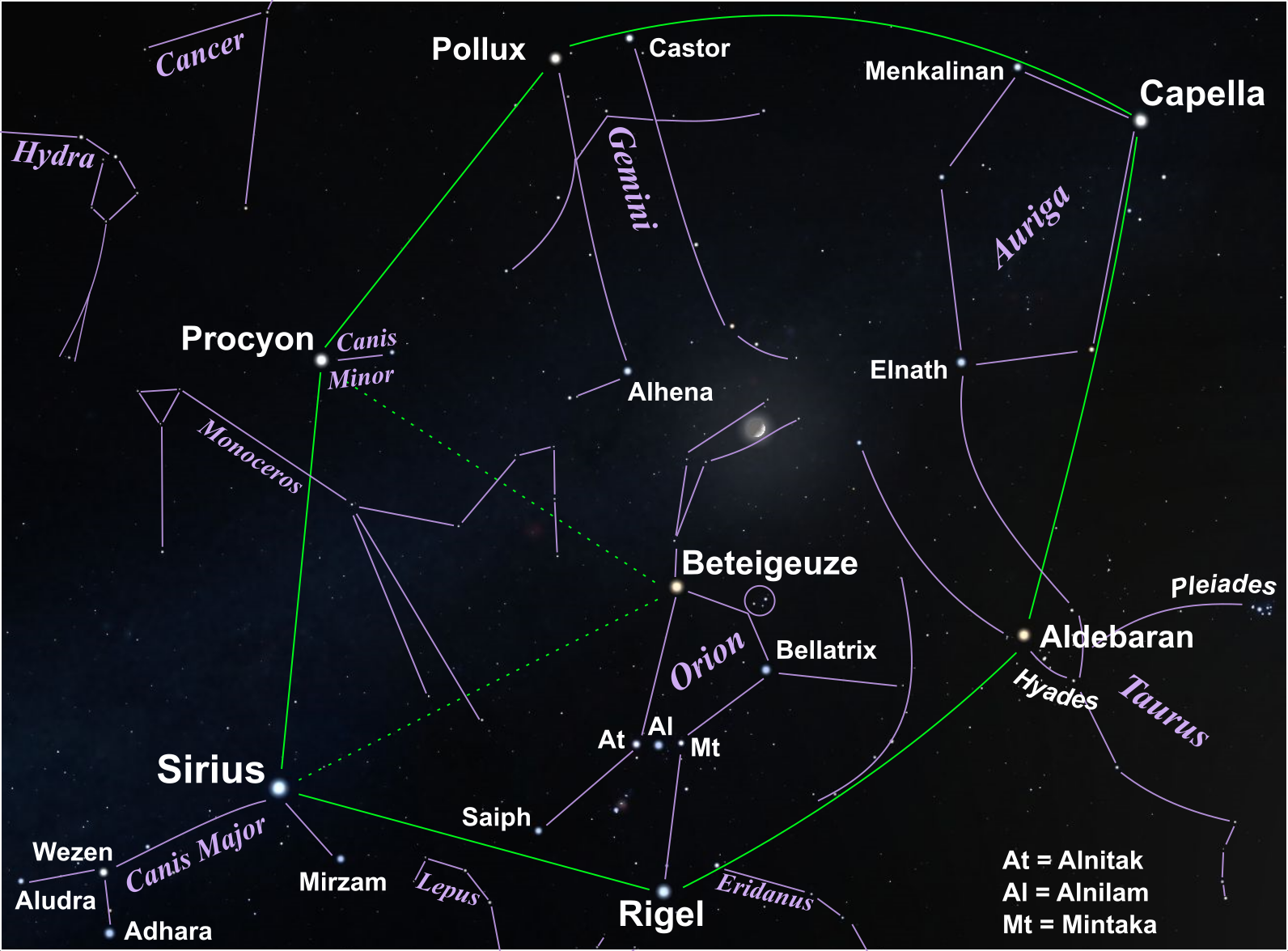
Triangle d'hivern i Cercle o Hexàgon d'hivern.

El Triangle d'Hivern està format per Proció amb els seus brillants veïns Sírius a la constel·lació de Canis Major i Betelgeuse a l'espatlla d'Orió. El Cercle d'Hivern està format per Proció i Sírius amb el brillant Pòl·lux a Bessons, Capella a Auriga, Aldebaran a Taure i Rigel a Orió. És un dels asterismes més brillants i més grans del cel nocturn, amb sis estrelles de primera magnitud que marquen els seus vèrtexs, inclòs Sirius, l'estrella més brillant del cel. Tal com suggereixen els noms d'aquests asterismes, la millor època de l'any per observar-los és durant l'hivern de l'hemisferi nord, quan es troben molt per sobre de l'horitzó al cel del vespre. Proció arriba al punt més alt del cel a finals d'hivern.

## Proció en la ficció
Com moltes altres estrelles brillants i properes, Proció s'utilitza sovint en obres de ciència-ficció o fantàstiques (literatura, pel·lícules, televisió i videojocs). Els usos més coneguts inclouen novel·les i jocs Tékumel (1940-) de M. A. R. Barker (1929 - 2012), novel·les i contes Viagens Interplanetarias (1949–1958; 1977–1992) de L. Sprague de Camp (1907-2000), la novel·la Non-Stop (1958) de l'anglès Brian W. Aldiss (1925-2017), Seed of Light (1968) de l'estatunidenc Edmund Cooper (1926-1972), A Gift from Earth (1968) de l'estatunidenc Larry Niven (1938) i His Master's Voice (1968) del polonès Stanislaw Lem (1921-2006).